# Trường hợp kiểm thử
Trường hợp kiểm thử (tiếng Anh: test case), là một tập hợp các thông số đầu vào kiểm thử, điều kiện thực thi, và kết quả mong đợi được phát triển cho một mục tiêu cụ thể, như thực hiện một chương trình cụ thể hay kiểm tra sự tuân thủ với một yêu cầu cụ thể. Một trường hợp kiểm thử có thể chỉ đơn giản là một câu hỏi cho chương trình. Mục đích mà kiểm thử cần chạy là để lấy thông tin, ví dụ như chương trình sẽ vượt qua bài kiểm thử hay không. Trường hợp kiểm thử là nền tảng của Đảm bảo chất lượng trong khi chúng được phát triển để xác minh chất lượng và hành vi của sản phẩm.